# Sambor Prei Kuk
Sambor Prei Kuk (en camboyano: ប្រាសាទសំបូរព្រៃគុក, Prasat Sambor Prei Kuk o Isanapura) es un sitio arqueológico de Camboya localizado en la Provincia de Kompung Thom, a 30 km al norte de la Capital Provincial, 176 km al este de Angkor y 206 km al norte de Nom Pen. El complejo pertenece a la era Pre-Angkoriana del Reino de Chenlá (entre finales del siglo VI y principios del siglo IX d. C.), siendo una de sus capitales conocida como Isanapura. En 1.º de enero de 1992 el gobierno camboyano presentó su candidatura a la Unesco que incluyó Sambor Prei Kuk en la Lista Provisional.
Localizado en la ribera oriental del río Sap y cercano al río Sen, la parte central de Sambor Prei Kuk está dividida en tres grupos principales. Cada grupo está localizado en un área cerrada por murallas. Las estructuras del área arqueológica global estuvieron construidas en diferentes tiempos: los grupos del sur y del norte (siglo VII) por Isanavarman I, quién es considerado el posible fundador de la ciudad, y el grupo central en fecha más tardía.
Las construcciones de Sambor Prei Kuk son características del periodo Pre-Angkoreano con un plan externo sencillo. El material principal es el ladrillo , pero la piedra arenisca es también utilizada para estructuras seguras.
Las características arquitectónicas incluyen numerosas prasats (templos), torres octagonales, shiva lingams y yonis, estanques, embalses y esculturas de león. Sambor Prei Kuk está localizado entre un bosque antiguo subtropical. El área fue objeto de siembra de minas antipersonales durante la guerra y es posible que aún tenga algunas áreas en riesgo, pero estas están bien señalizadas.

## Los Grupos
El complejo está formado por tres grupos clasificados como grupo C por Central, N por Norte y S por Sur (Michon & Kalay, 2012). Están encerrados en murallas dobles que comprenden 1,000 acres en donde se han encontrado 150 templos hindúes la mayoría en ruinas.
1. Grupo N: Prasat Sambor (ប្រាសាទសំបូរ) es considerado el templo principal y data del siglo VII. Está dedicado a una de las reencarnaciones de Shiva conocida como Gambhireshvara (del sánscrito गम्भीर - gambhir, profundo, solemne - y शिव, shvara, Shiva, Śiva, El Auspicioso).
2. Grupo S: Prasat Yeah Puon (ប្រាសាទយាយព័ន្ធ) incluye 22 santuarios que datan del siglo VII (600 - 635 d. C.) durante el reinado de Isanavarman I en dedicación a Shiva.[8]
3. Grupo C:  Santuario Central o Prasat Boram (ប្រាសាទបុរាម) con esculturas de león que han inspirado el nombre popular de Prasat Tao (Templo de los Leones). Es, aun así, el grupo más nuevo que data el siglo IX. La otra característica principal es la Torre de Ashram Issey, pero había también otras construcciones (18 templos) ahora en ruina (Palmer, 2011).[9]

## Historia

### SigloVII
Isanavarman I reinó en Chenlá entre 616 y 637 d. C., tomando Isanapura como su capital y se dice que construyó el templo principal Prasat Sambor (Grupo N), así como hay una inscripción en el sitio atribuida a su reinado que data del 13 septiembre de 627 d. C.. El rey es también conocido por enviar su primera embajada a la corte de la Dinastía Sui en China (616-617). Chenlá conquistó principados en diferentes partes del Noroeste de Camboya después del fin del reinado chino yǒnghuī (永徽) (aproximadamente después del 31 enero de 656 d. C.), el cual anteriormente (entre 638 y 639) pagaba tributo a China.
El último rey importante en Isanapura fue Jayavarman I, cuya muerte causó caos en el reino a inicios del siglo VIII, dividiéndose de nuevo en múltiples principados y abriendo vía a una nueva época: Angkor. Este sitio fue también reclamado como una capital temprana de Jayavarman II (O'Reilly & Jacques, 1990).

### SigloXX
Después de que Lon Nol le hiciera golpe de Estado al príncipe Norodom Sihanouk en 1970, durante la guerra civil camboyana, el presidente de EE. UU. Richard Nixon ordenó un bombardeo secreto de Camboya para combatir a la guerrilla de los Jemeres rojos y cualquier influencia de Vietnam del Norte en el país. La armada de EE. UU. bombardeó posiciones dentro del sitio arqueológico, causando cráteres cerca de los templos, mientras las guerrillas dejaron minas antipersonales en el terreno que sólo fueron removidas en 2008. El parque fue incorporado a una lista provincial como candidato a Patrimonio de la Humanidad de la Unesco el 1 de septiembre de 1992, categoría cultural.

## Religión oficial
La religión oficial en Sambor Prei Kuk era el Shivaísmo, una de las cuatro sectas más populares del Hinduismo, el cual venera al dios Shiva como el Ser Supremo y el Lingam (en sánscrito लिङ्गं, liṅgaṃ, "marca", "señal", o "inferencia") o Shiva linga que representa a Shiva para ser venerado en los templos. En Camboya como en India, el lingam es un símbolo de la energía y potencia del dios Shiva y este símbolo fálico es a menudo representado con el Yoni (sánscrito: योनि yoni, literalmente "vagina" o "vientre"), símbolo de la diosa Sakti, energía creativa femenina.
El Shaivísmo era la religión de Chenlá (ca. 550 - ca. 800 a. C.), incluyendo elementos de Hinduismo, budismo y cultos ancestrales nativos. En los templos de Sambor Prei Kuk es posible contemplar inscripciones en sánscrito y jemer, nombrando deidades locales, hindúes, Shiva y varios altares con el lingam.

## Galería

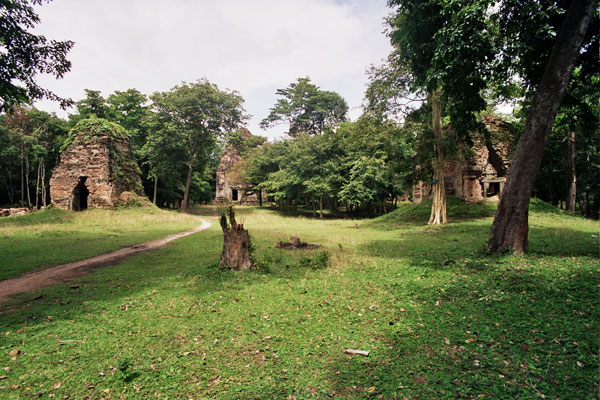
Grupo C y Prasat Boram o Prasat Tao.
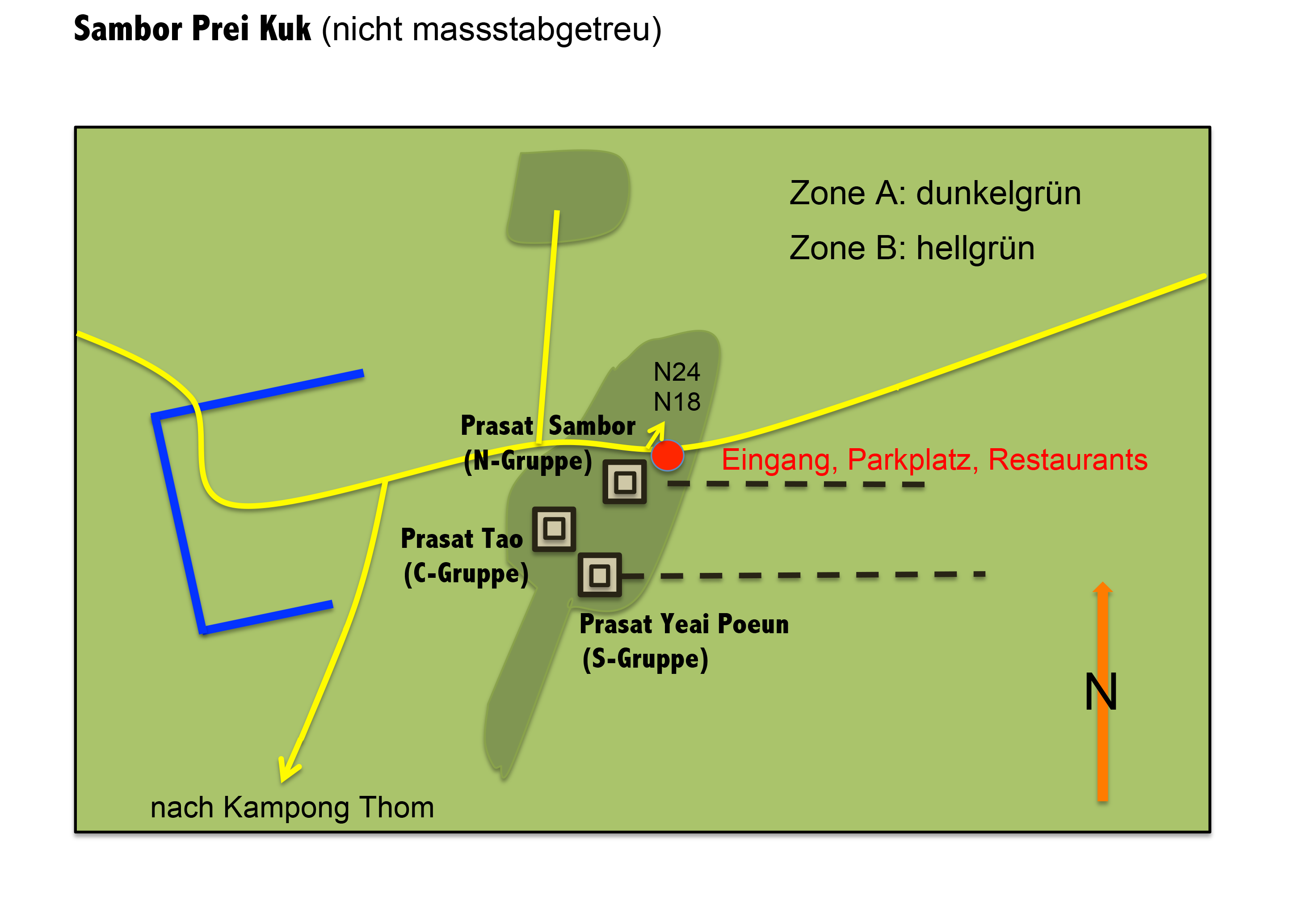
Mapa de los Grupos.
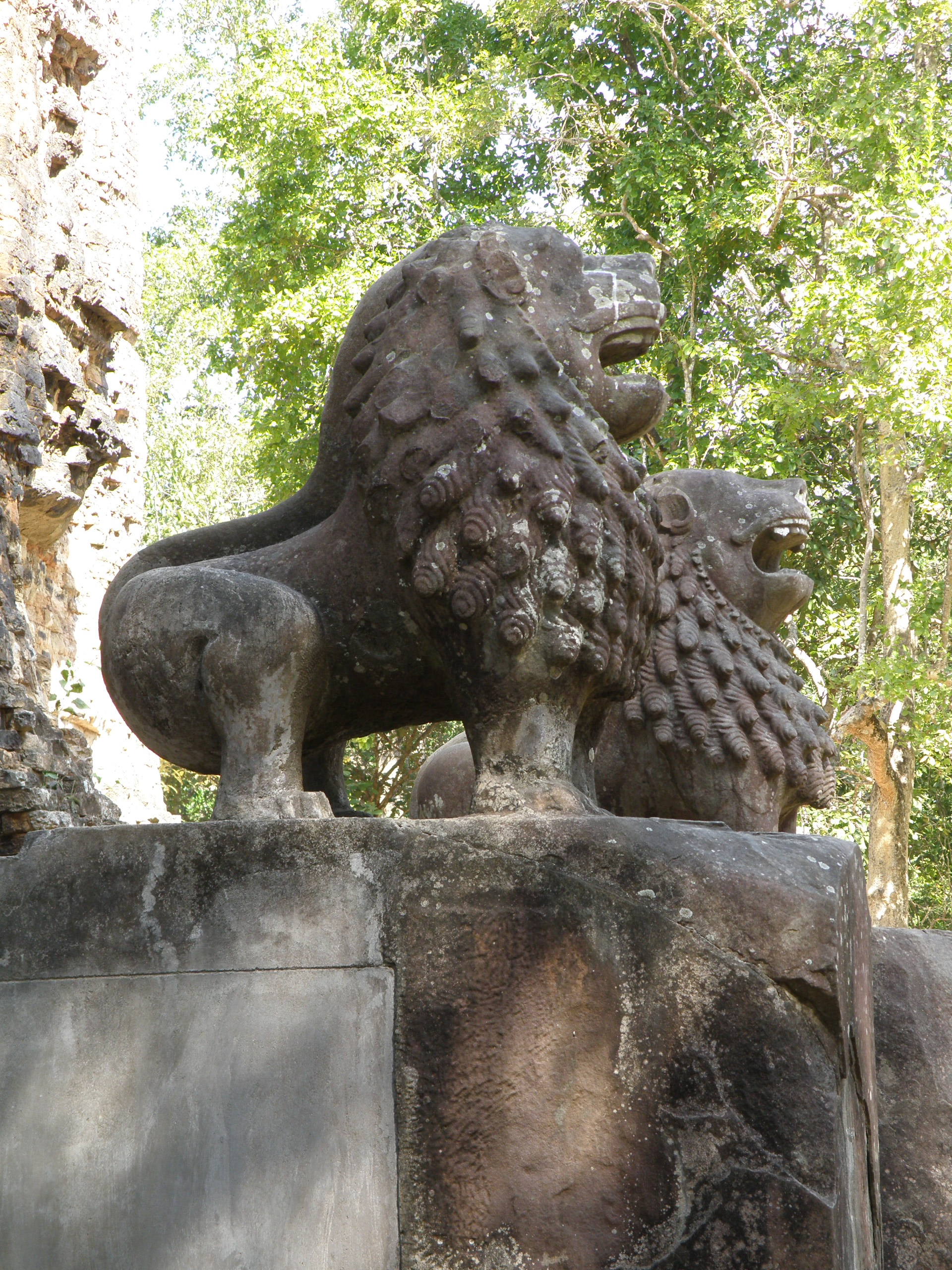
Los dos leones en Prasat Boram.
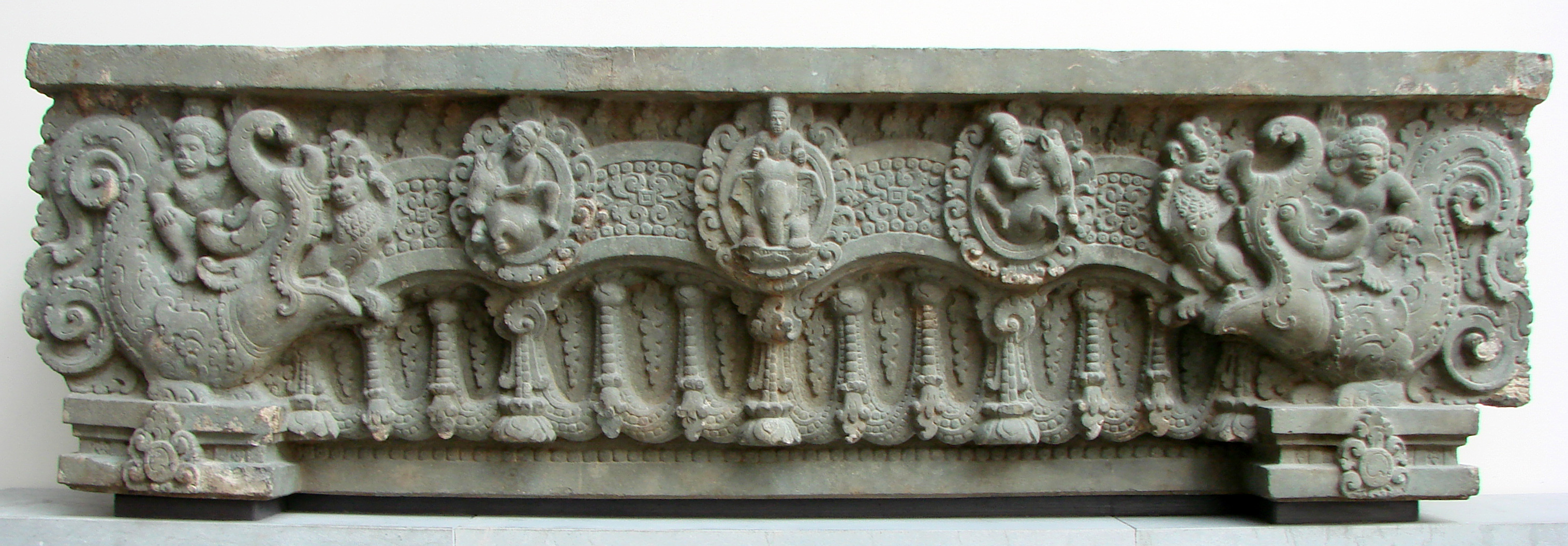
Dintel de Sambo Prei Kuk en el Museo Guimet, París.
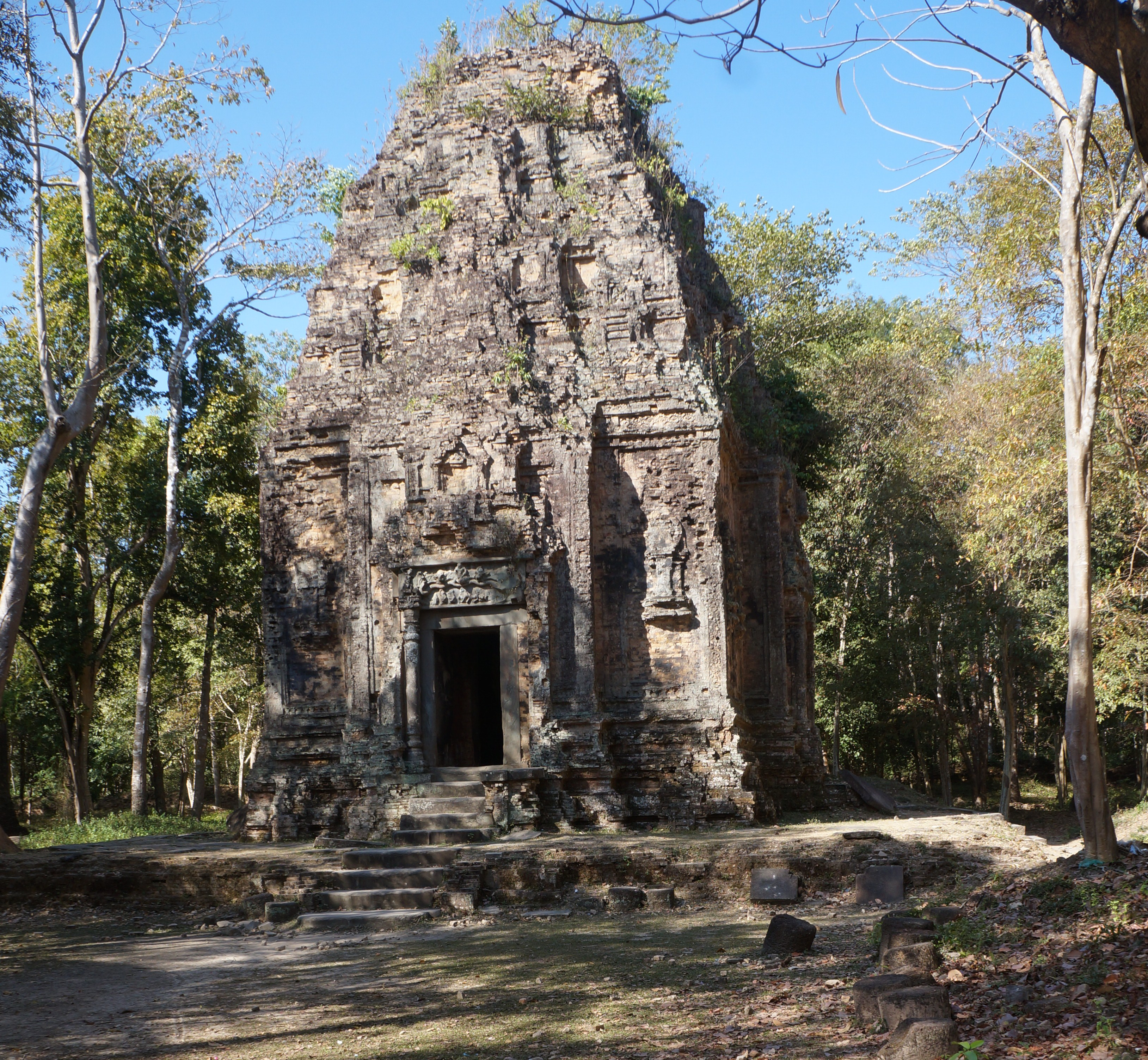
Prasat Yeah Puon.
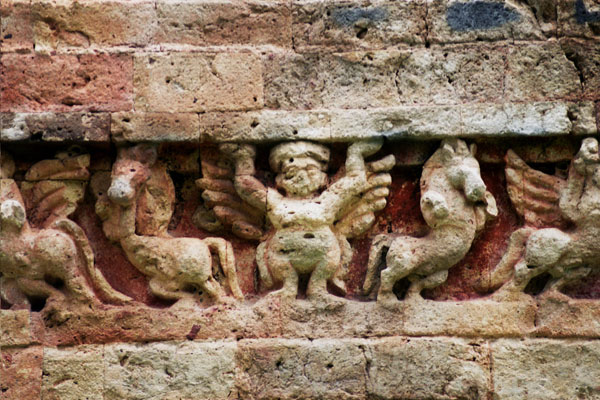
Templo N7.
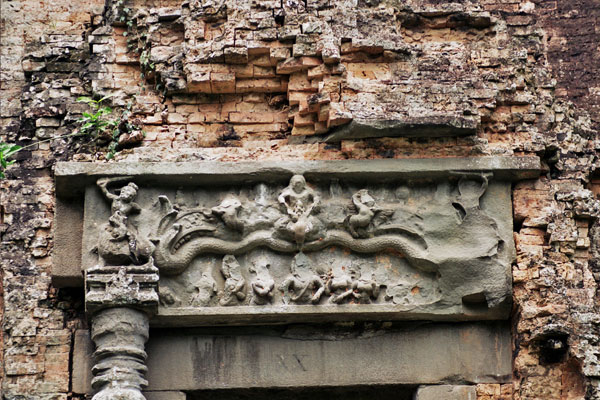
Templo S1.
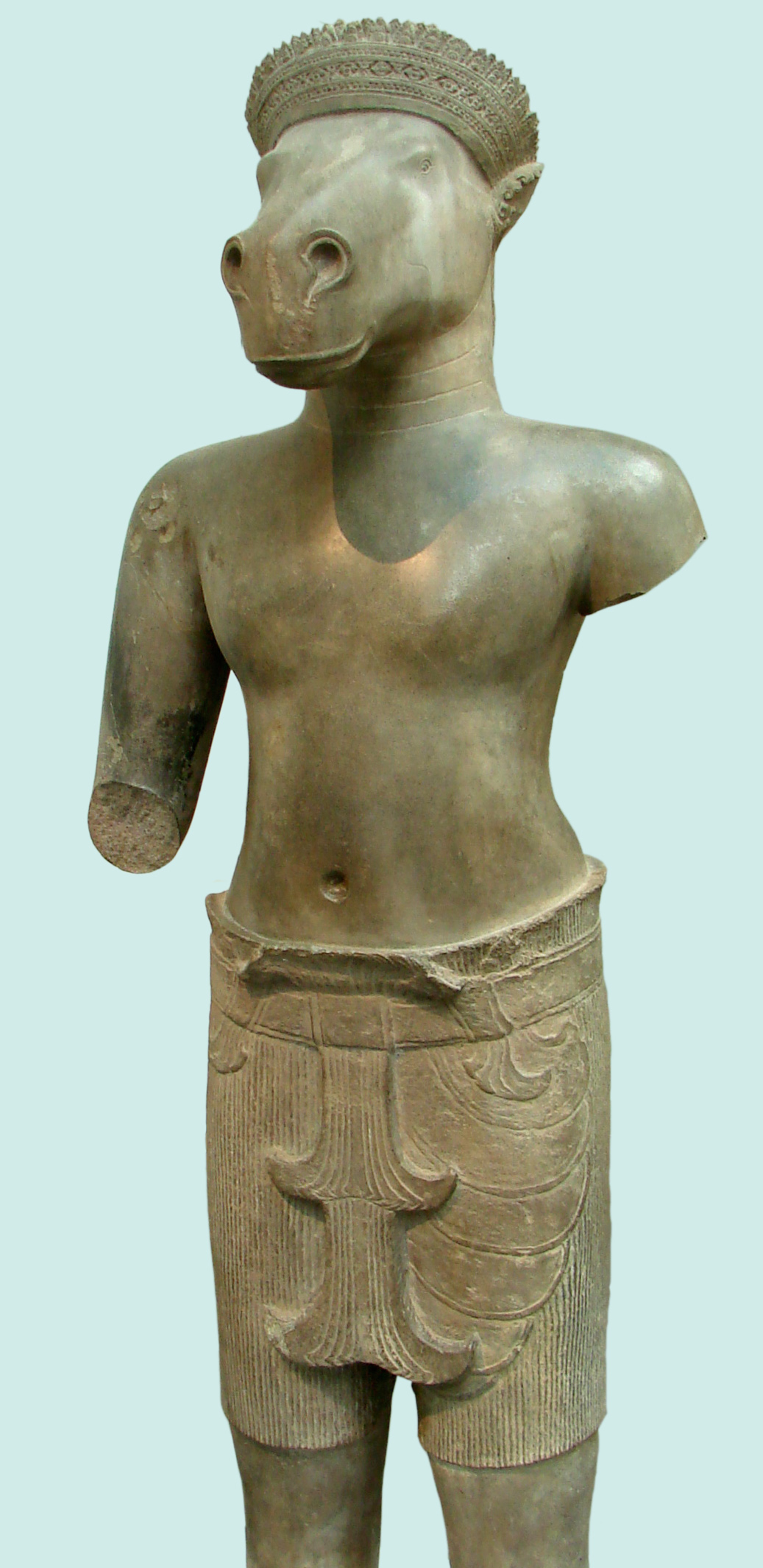
Vajimukha (deidad con cabeza de caballo) templo N7 en el Museo Guimet.
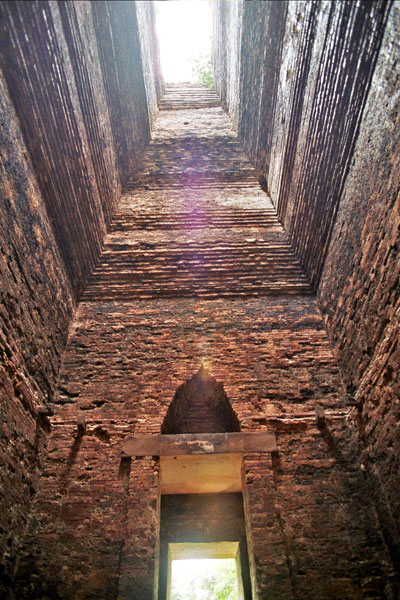
Interior del Templo S1.
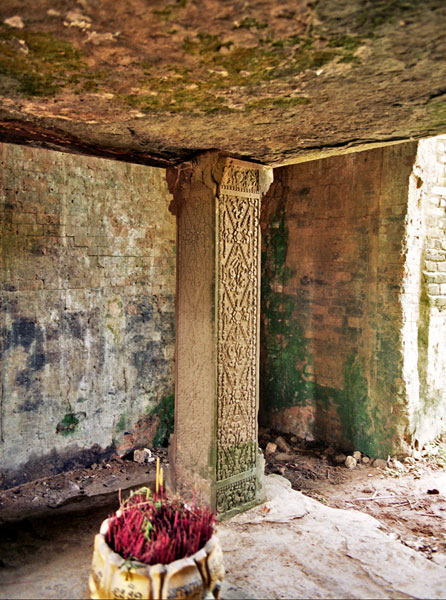
Interior del Templo S1.
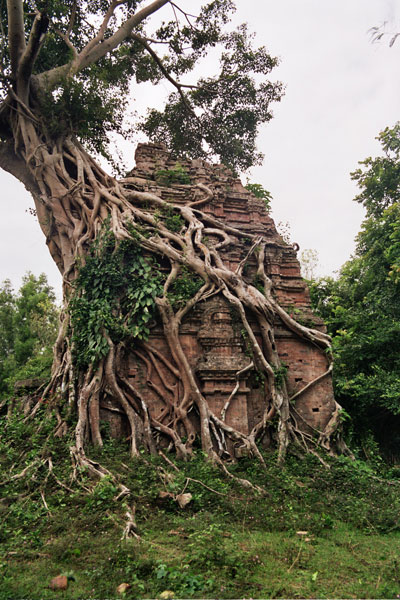
Templo N18.
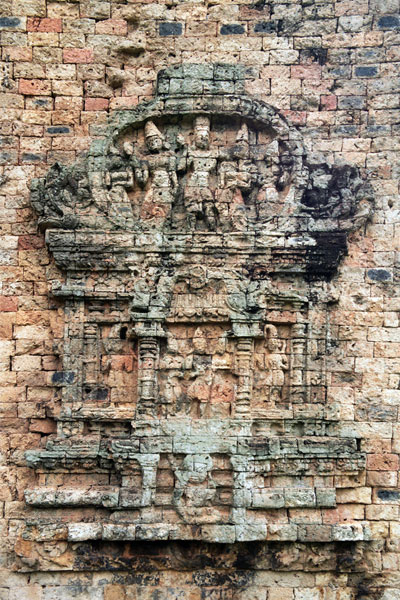
Templo N16.
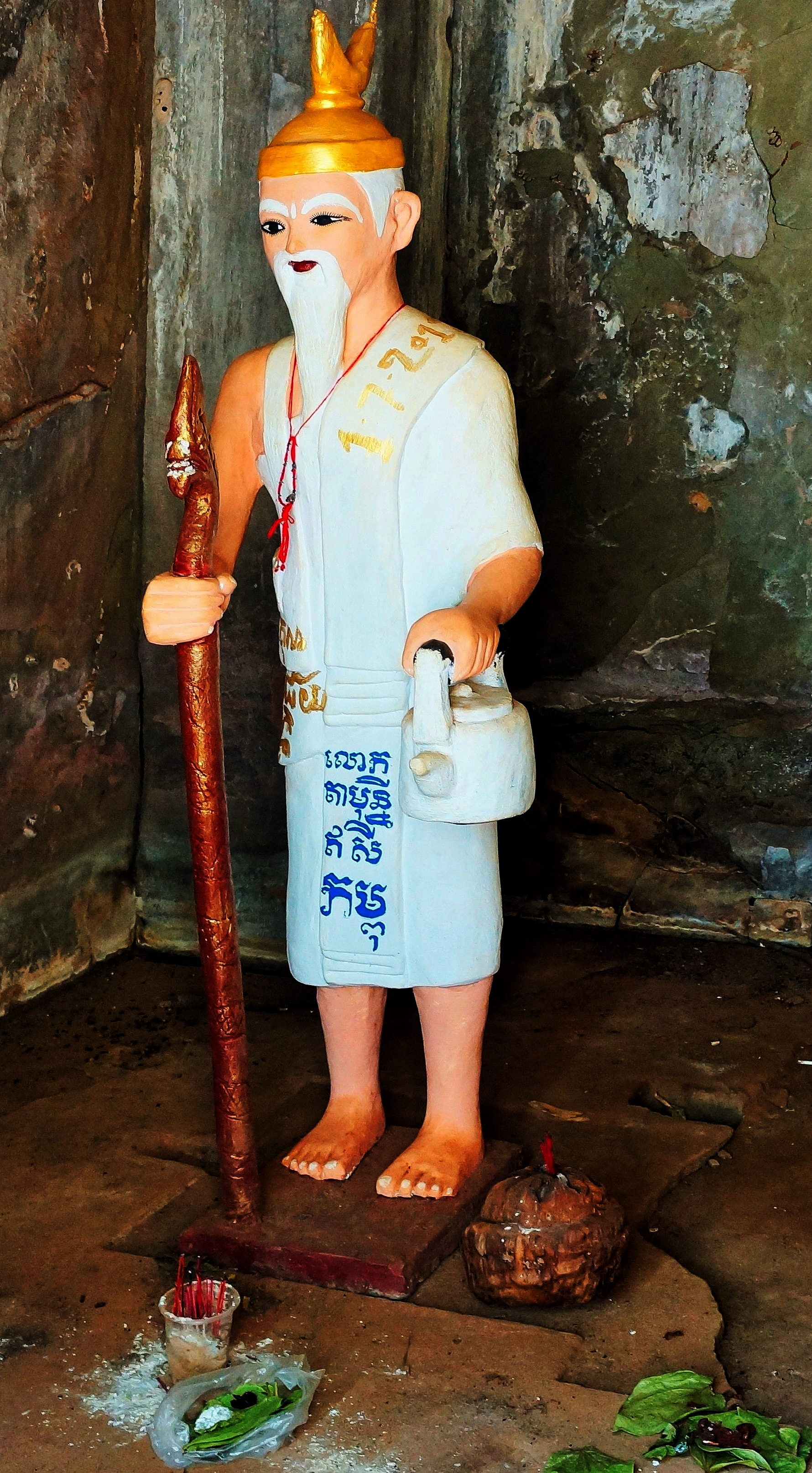
Yeay Mao en Templo S1.